# Neu-Weimar-Verein

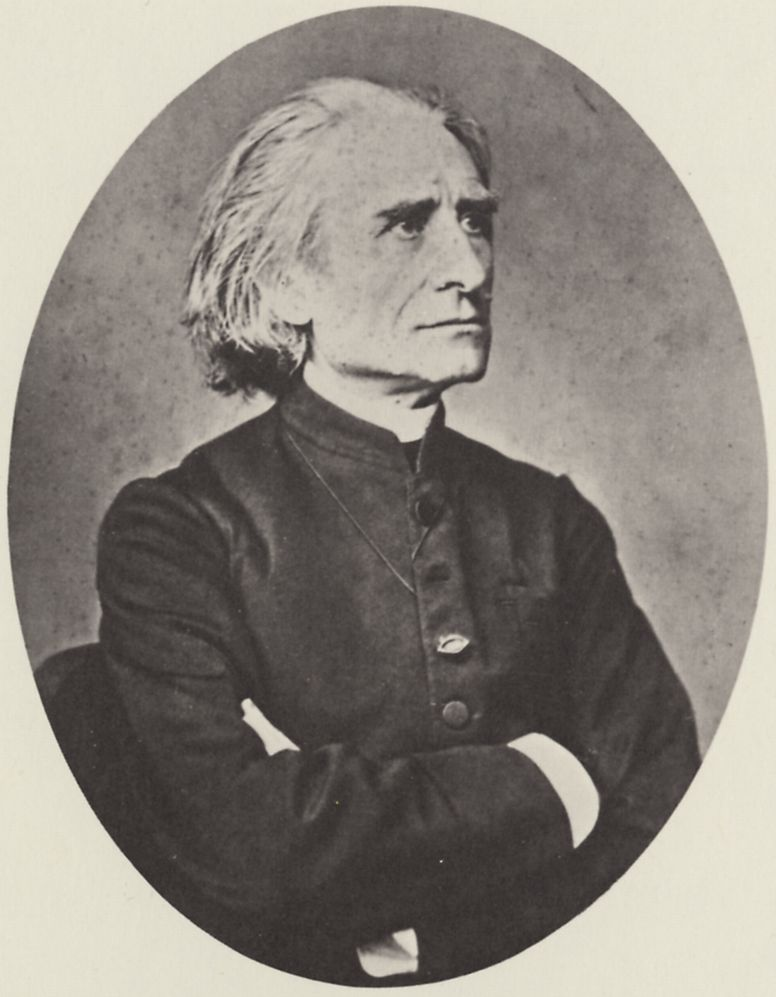
Franz Liszt, Fotografie von Joseph Albert

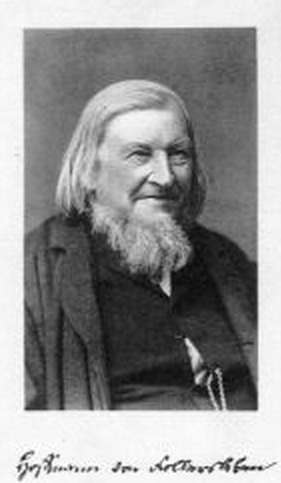
Hoffmann von Fallersleben

## Geschichte
Der Neu-Weimar-Verein war in Weimar eine Institution von Männern des Kreises um Franz Liszt, die auf der Altenburg am 31. Dezember 1864 von August Heinrich Hoffmann von Fallersleben gegründet wurde. Der Kreis um Liszt läutete unter der Protektion von Maria Pawlowna das sog. Silberne Zeitalter Weimars ein.
Liszt war Präsident, Hoffmann von Fallersleben Vizepräsident. Im Grunde handelt es sich um eine Abgrenzungsbestrebung von „Alt-Weimar“, ihr Kreis war exklusiv. Unter „Alt-Weimar“ verstand man die bodenständige, provinzielle Kunstform, die im Gegensatz zur avantgardistischen orientierten Kunstvertreter, deren Vertreter aus ganz Europa nach Weimar kamen. Sich als Bohemien verstehend grenzten sie sich vom „alten Weimar“ der Spießbürger ab. „Nicht länger die Stadt der Toten“ mit dem Referenzpunkt Goethe, sollte Weimar sein. Auf der Altenburg, die zu einem Treffpunkt der Künstler wurde, verkehrten ähnlich wie zuvor in Goethes Wohnhaus u. a. Hans von Bülow, Peter Cornelius, Hector Berlioz, und Bedřich Smetana, Gustav Freytag, Franz Grillparzer, Moritz von Schwind und Hoffmann von Fallersleben, auch Richard Wagner. Der Kreis traf sich jeden Montagabend im Stadthaus, später in der Gaststätte „Zum Adler“. Der Kreis brachte als Vereinsblatt „Die Laterne“ heraus. Schriftführer war zunächst Joachim Raff, dem Peter Cornelius folgte. Bereits 1855 kam es zum Austritt wichtiger Mitglieder wie dem Joachim Raffs und Richard Pohls. Auseinandersetzungen über die Wirksamkeit und die Zwecke des Vereines ließen mit der Zeit die Versammlungen immer unfruchtbarer erscheinen. Letztendlich verlor der Verein sein Profil sich von einer bornierten Umwelt abzugrenzen immer mehr. Dazu trugen seine Exklusivität und die Ausschließlichkeit bei, bei der es um die Musik der Neudeutschen ging. Liszt kam zusehends seltener zu den Versammlungen. Er selbst und Hoffmann von Fallersleben gingen 1861 fort, was den Einfluss des Theaterintendanten Franz von Dingelstedt dominant ansteigen ließ. 1863 verschmolz dieser Verein mit dem unter Dingelstedts Protektion stehenden Theaterverein (gegründet Oktober 1863), was auch dort den Ausschluss der Damen zur Folge hatte. Der Verein existierte bis zum 3. Dezember 1867.